# Cayo Fabio Agripino
Cayo o Gayo Fabio Agripino (en latín: Gaius Fabius Agrippinus) fue un senador romano que vivió en el siglo II, y desarrolló su cursus honorum bajo los reinados de Adriano, Antonino Pío, y Marco Aurelio. Fue cónsul sufecto en el año 148 junto con Marco Antonio Zenón.

## Orígenes familiares
Los orígenes de Agripino se encuentran en la ciudad portuaria de Ostia, donde se sabe que su familia poseía una casa. Aquí se han encontrado un par de inscripciones fragmentarias que ofrecen los primeros pasos de un cursus honorum que se ha relacionado con Agripino, pero Anthony Birley admite que estos podrían aplicarse a un descendiente homónimo mencionado por Dion Casio, que fue gobernador de Siria en el año 218 o 219.

## Carrera política
Comenzó como uno de los quattuorviri viarum curandarum que supervisaban el mantenimiento de los caminos dentro de la ciudad de Roma, una de las cuatro magistraturas que componían el vigintivirato. Servir en una de estas magistraturas menores se consideraba un primer paso importante en la carrera de un senador. El siguiente cargo fue el servicio como tribuno militar en la Legio II Augusta, que estaba estacionada en Britania en esa época. A continuación, Agripino está documentado como cuestor de la provincia senatorial de Chipre, lo que le habilitaba para ser senador, a lo que siguen las magistraturas de edil curul y luego de pretor, luego de haber ejercido la pretura, Agripino fue gobernador de Tracia, mandato que Géza Alföldy fecha entre los años 143 y 146.